# Dobran Božič
Dobran Božič, slovenski častnik, * 22. september 1964, Ljubljana.
Generalmajor Božič je bil poveljnik 1. brigade (2009–2011) in 15. kontingenta SV v Afganistanu. Delo načelnika Generalštaba Slovenske vojske (GŠSV), je opravljal od 27. februarja 2012 do 12. oktobra 2014.

## Življenje
Dobran je magistriral leta 1998 na Ekonomski fakulteti z magistrsko nalogo Management v vojski - primerjava z managementom v podjetjih.
Dvakratni magister Božič se je 10. maja 1993 zaposlil v Slovenski vojski. V svoji vojaški karieri je bil poveljnik 10. MOTB, načelnik J-7 v GŠSV, namestnik poveljnika 1. brigade in namestnik poveljnika sil. 
Na Kosovu je deloval kot poveljnik slovenskega kontingenta, 10. maja 2007 pa je prevzel dolžnosti namestnika poveljnika večnacionalnih sil Zahoda - MNTF-W, kar je najvišji položaj v kaki operaciji kriznega odzivanje zveze NATO v zgodovini Slovenske vojske.
11. junija 2009 je zaključil šolanje na prestižnem National War College v Washingtonu. Bil je poveljnik 1. brigade (15. julij 2009 do 31. januar 2011) in poveljnik 15. kontingenta SV v Afganistanu (2011). Ob vrnitvi iz Afganistana ga je 7. novembra 2011 obrambna ministrica Ljubica Jelušić povišala v brigadirja.
27. februarja 2012 je prevzel posle za vodenje GŠSV od Alojza Šteinerja.

## Odlikovanja in priznanja
- bronasta medalja generala Maistra (8. maj 2002)